# Cryptocentrus yatsui
Cryptocentrus yatsui és una espècie de peix de la família dels gòbids i de l'ordre dels cipriniformes que es troba a Taiwan.